# Menard
Menard é uma cidade localizada no estado norte-americano de Texas, no Condado de Menard.

## Demografia
Segundo o censo norte-americano de 2000, a sua população era de 1653 habitantes.
Em 2006, foi estimada uma população de 1545, um decréscimo de 108 (-6.5%).

## Geografia
De acordo com o United States Census Bureau tem uma área de
5,3 km², dos quais 5,3 km² cobertos por terra e 0,0 km² cobertos por água. Menard localiza-se a aproximadamente 574 m acima do nível do mar.

## Localidades na vizinhança
O diagrama seguinte representa as localidades num raio de 48 km ao redor de Menard.